# Musa Eroğlu

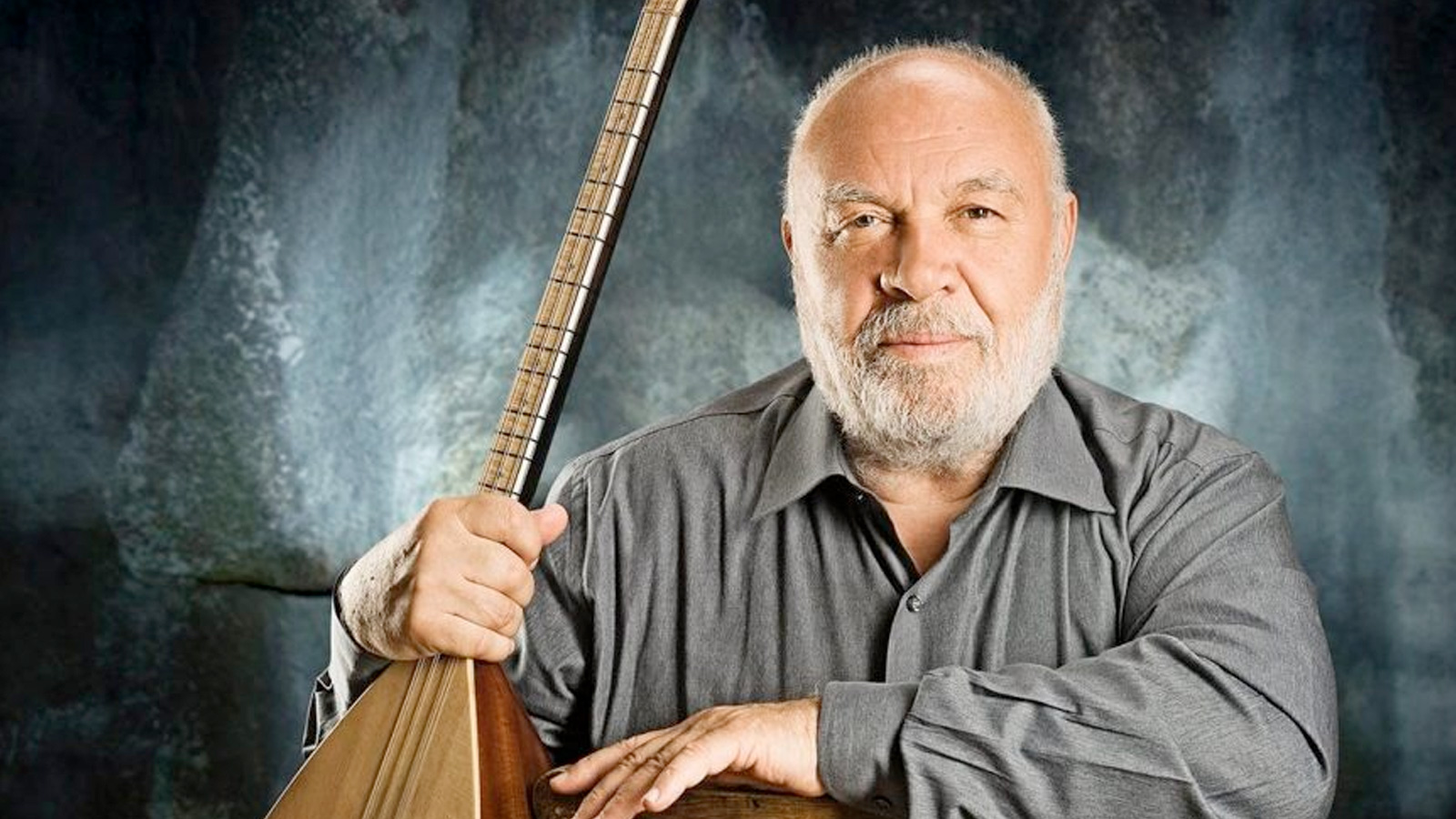
Musa Eroğlu

Musa Eroğlu (* 1946 in Mut in der Provinz Mersin) ist ein türkischer Volksmusiker.

## Leben und Karriere
Musa Eroğlu wurde in einem Dorf geboren, dessen Bewohner Tahtacı (alevitische Turkmenen) sind. Seine Mittelschule beendete er in Mut. Im jungen Alter fand er Interesse an Musik und fing an Bağlama zu lernen.
Musa Eroğlu spielte mit mehreren anderen Sängern wie Arif Sağ, Muhlis Akarsu und später mit Yavuz Top die Albenserie Muhabbet („Liebe, Freundschaft, Plauderei“) ein. Mit dieser Serie feierte er große Erfolge in der türkischen Volksmusik.
Er spielt moderne Interpretationen von Aşık-Liedern aus der Tradition der Aleviten.
1998 erhielt er vom Kulturministerium den Titel eines Staatskünstlers.
Zu seinen bekanntesten Veröffentlichungen zählt der Song Mihriban.

## Diskografie

### Alben
| - 1977: Yaralı Turnam - 1978: A Kuzum - 1979: Yaz Gelir - 1980: Neyleyim - 1981: Nerdesin Ya Dost - 1982: Divane Gönlüm - 1983: Muhabbet 1 - 1984: Muhabbet 2 - 1985: Muhabbet 3 - 1985: Şah-ı Gözlerim - 1986: Muhabbet 4 - 1987: Muhabbet 5 - 1987: Seher Oldu - 1988: Muhabbet 6 - 1988: Yummayın Kirpiklerini "Sentez" - 1989: Muhabbet 7 - 1990: Muhabbet Serisinden Seçmeler - 1990: Halk Ozanları Avrupa Konseri 1 - 1991: Halk Ozanları Avrupa Konseri 2 - 1991: Ömrüm Sana Doyamadım - 1992: Garip Yolcu - 1992: Yaralı Turnam - 1993: Gönül - 1993: Benim Dünyam - 1994: Bin Yıllık Yürüyüş 1 | - 1994: Bin Yıllık Yürüyüş 2 - 1994: Musa Eroğlu ’94 - 1995: Bir Yanardağ Fışkırması - 1995: Semahlarımız - 1996: Ömrüm Sana Doyamadım - 1996: Kevser Irmağı - 1996: Bağlama Resitali - 1997: Baglama Resitalleri 2 - 1997: Başimda Bir Sevda Döner - 1998: Yolver Dağlar - 1998: Musique Instrumentale (mit Arif Sağ) - 1998: Erenler Muhabbeti 1 - 1999: Erenler Muhabbeti 2 - 1999: Halil İbrahim - 1999: Kavimler Kapısı Anadolu - 2000: Bir Nefes Anadolu - 2001: Derdimin Ortağı - 2002: Mihriban & Yanardağ Fışkırması - 2003: Sele Verdim - 2004: Sazımızla Sözümüzle - 2005: Bu Dünya - 2005: Musa Eroğlu 2005 - 2007: Dedem Korkut - 2012: Zamansız Yağmur - 2018: Turnaların Göçü |

### Singles (Auswahl)
- 1996: Halil İbrahim
- 1998: Telli Turnam
- 1998: Yine Karlar Yağdı Gönül Dağıma
- 2000: Mihriban
- 2007: Yare Söyleme
- 2012: Candan İleri
- 2012: Zamansız Yağmur
- 2018: Yolun Sonu Görünüyor (mit Cem Adrian)